# Navahondilla
Navahondilla är en kommun i Spanien. Den ligger i provinsen Provincia de Ávila och regionen Kastilien och Leon, i den centrala delen av landet, 70 km väster om huvudstaden Madrid. Antalet invånare är 342.